# فريتز فالتر (لاعب كرة قدم، مواليد 1960)
فريتز فالتر (بالألمانية: Fritz Walter)‏ (21 يوليو 1960 هايدلبرغ، ألمانيا الغربية - ) هو لاعب كرة قدم ألماني يلعب كمهاجم، شارك في الألعاب الأولمبية الصيفية 1988. لا تربطه أية علاقة أو قرابة ببطل كأس العالم 1954 فريتز فالتر الذي حمل نفس الاسم.

## روابط خارجية
- فريتز فالتر (لاعب كرة قدم، مواليد 1960) على موقع قاعدة بيانات كرة القدم.إي يو (الإنجليزية)
- فريتز فالتر (لاعب كرة قدم، مواليد 1960) على موقع بيانات كرة القدم. دي إي (الألمانية)
- فريتز فالتر (لاعب كرة قدم، مواليد 1960) على موقع عالم كرة القدم.نت (الإنجليزية)
- فريتز فالتر (لاعب كرة قدم، مواليد 1960) على موقع أوليمبيديا (الإنجليزية)